# Lamotte-Beuvron
Pour les articles homonymes, voir Lamotte et Beuvron (homonymie).
Lamotte-Beuvron est une commune française située dans le département de Loir-et-Cher en région Centre-Val de Loire.

## Géographie

### Situation
Cette petite ville est située en Sologne sur le Beuvron.

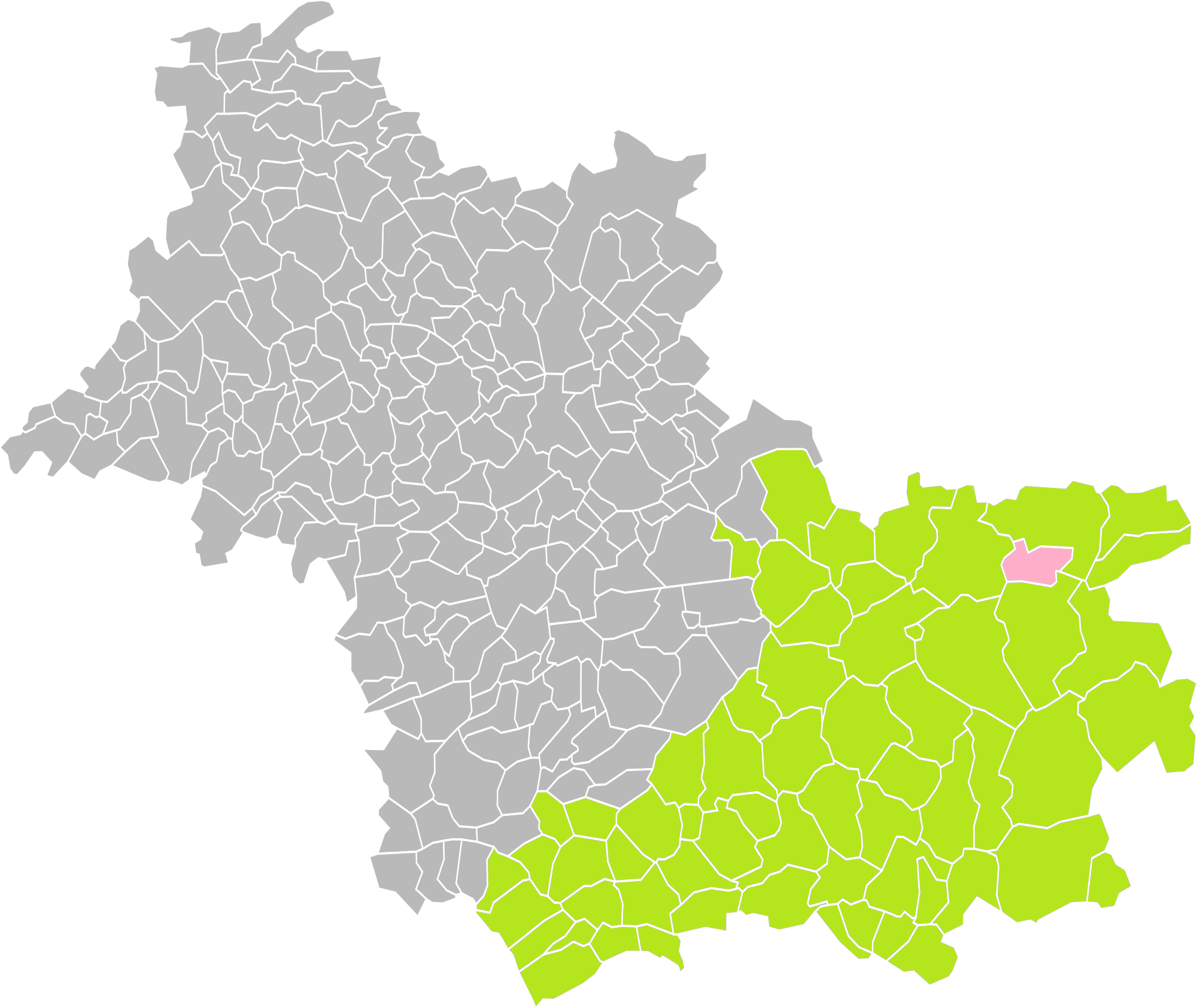
Localisation de la Commune de Lamotte-Beuvron dans l'arrondissement de Romorantin-Lanthenay.
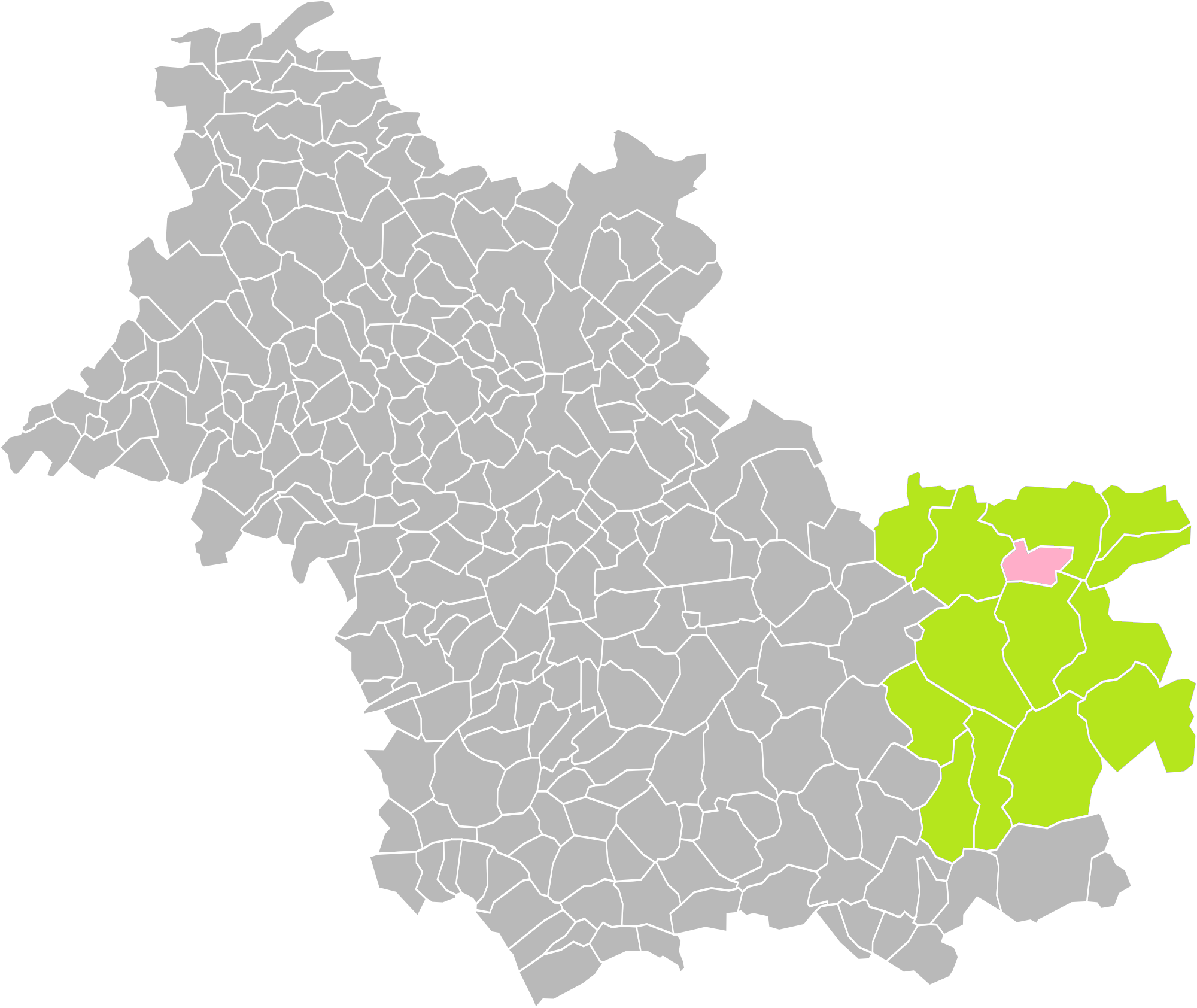
Localisation de la Commune de Lamotte-Beuvron dans le canton La Sologne.
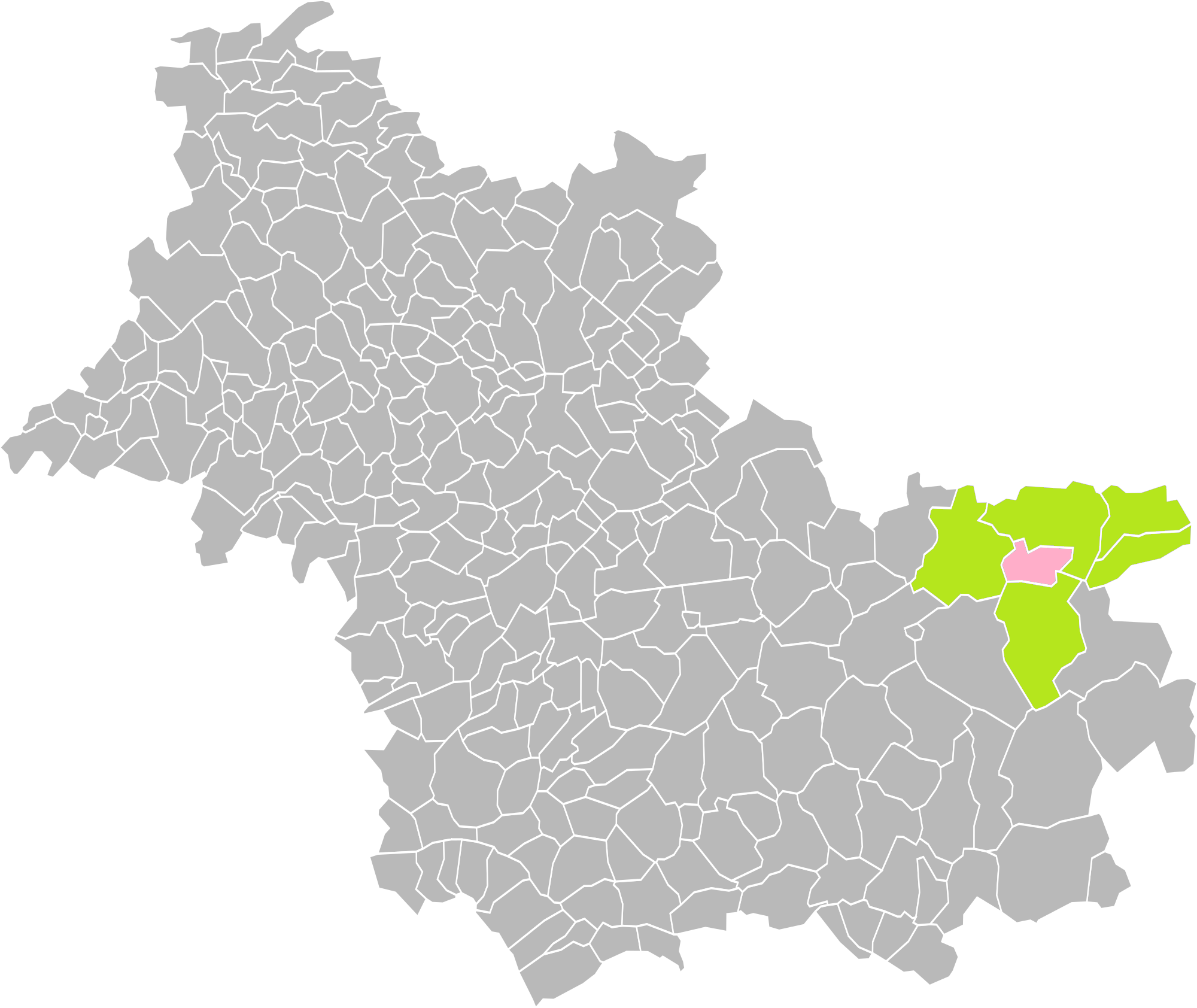
Localisation de la Commune de Lamotte-Beuvron dans la Communauté de communes Cœur de Sologne.

La forêt de Lamotte-Beuvron (forêt domaniale s'étendant en fait principalement sur Vouzon) occupe une partie de son territoire. Au début du XXe siècle, on a dit de Lamotte-Beuvron qu'elle était « la capitale de la chasse » en Sologne.

### Hydrographie
C'est à Lamotte-Beuvron qu'aboutit le canal de la Sauldre construit dans la seconde moitié du XIXe siècle pour amener au cœur de la Sologne la marne de Blancafort (Cher) en vue de l'amélioration de l'agriculture de la région.

### Transports
La commune est traversée la route nationale 20.
La sortie no 03 (Lamotte-Beuvron) de l’autoroute A71 (Orléans / Clermont-Ferrand), dessert la ville.
La commune dispose sur son territoire de la gare de Lamotte-Beuvron desservie par les trains et autocars des réseaux TER Nouvelle-Aquitaine et TER Centre-Val de Loire en direction d'Orléans, de Vierzon ou de Romorantin-Lanthenay.
Les lignes de bus no 5 (Orléans / La Ferté-Saint-Aubin / Lamotte-Beuvron) du réseau Ulys et no 2 (Blois / Chambord / Lamotte-Beuvron) du réseau TLC, desservent la ville.

### Communes limitrophes
| La Ferté-Saint-Aubin  | Vouzon            | Souvigny-en-Sologne     |
| Chaumont-sur-Tharonne | Lamotte-Beuvron   | Chaon                   |
| Saint-Viâtre          | Nouan-le-Fuzelier | Pierrefitte-sur-Sauldre |

### Climat
Pour des articles plus généraux, voir Climat du Centre-Val de Loire et Climat de Loir-et-Cher.
En 2010, le climat de la commune est de type climat océanique dégradé des plaines du Centre et du Nord, selon une étude du CNRS s'appuyant sur une série de données couvrant la période 1971-2000. En 2020, Météo-France publie une typologie des climats de la France métropolitaine dans laquelle la commune est exposée à un climat océanique altéré et est dans une zone de transition entre les régions climatiques « Moyenne vallée de la Loire » et « Centre et contreforts nord du Massif Central ».
Pour la période 1971-2000, la température annuelle moyenne est de 11 °C, avec une amplitude thermique annuelle de 15,3 °C. Le cumul annuel moyen de précipitations est de 737 mm, avec 11,5 jours de précipitations en janvier et 7,3 jours en juillet. Pour la période 1991-2020, la température moyenne annuelle observée sur la station météorologique installée sur la commune est de 11,8 °C et le cumul annuel moyen de précipitations est de 768,2 mm,. Pour l'avenir, les paramètres climatiques de la commune estimés pour 2050 selon différents scénarios d'émission de gaz à effet de serre sont consultables sur un site dédié publié par Météo-France en novembre 2022.
| Mois                                  | jan.             | fév.           | mars          | avril         | mai           | juin           | jui.          | août           | sep.          | oct.            | nov.           | déc.             | année      |
| ------------------------------------- | ---------------- | -------------- | ------------- | ------------- | ------------- | -------------- | ------------- | -------------- | ------------- | --------------- | -------------- | ---------------- | ---------- |
| Température minimale moyenne (°C)     | 1,3              | 0,7            | 2,8           | 4,7           | 8,6           | 11,9           | 13,6          | 13             | 9,6           | 7,4             | 4              | 1,8              | 6,6        |
| Température moyenne (°C)              | 4,5              | 5              | 8,2           | 10,9          | 14,6          | 18             | 20,1          | 19,8           | 16,1          | 12,4            | 7,7            | 4,9              | 11,8       |
| Température maximale moyenne (°C)     | 7,8              | 9,3            | 13,6          | 17            | 20,7          | 24,2           | 26,6          | 26,7           | 22,5          | 17,3            | 11,5           | 8,1              | 17,1       |
| Record de froid (°C) date du record   | −20,5 09.01.1985 | −15 10.02.1986 | −13 01.03.05  | −6,7 04.04.22 | −2 07.05.1979 | 0,2 05.06.1991 | 4 13.07.1993  | 3,5 30.08.1993 | 0 20.09.17    | −5,1 18.10.1992 | −12 22.11.1993 | −14,8 31.12.1985 | −20,5 1985 |
| Record de chaleur (°C) date du record | 18 30.01.02      | 24,3 27.02.19  | 26,2 31.03.21 | 31 30.04.05   | 34 28.05.17   | 38,3 18.06.22  | 41,8 25.07.19 | 42 09.08.03    | 35,8 08.09.23 | 30,8 01.10.1985 | 23 07.11.15    | 20 16.12.1989    | 42 2003    |
| Précipitations (mm)                   | 66,4             | 58,5           | 56,5          | 60,4          | 71,5          | 52,7           | 60,8          | 55,4           | 54,7          | 73              | 77             | 81,3             | 768,2      |

## Urbanisme

### Typologie
Au 1er janvier 2024, Lamotte-Beuvron est catégorisée bourg rural, selon la nouvelle grille communale de densité à sept niveaux définie par l'Insee en 2022.
Elle appartient à l'unité urbaine de Lamotte-Beuvron, une unité urbaine monocommunale constituant une ville isolée,. Par ailleurs la commune fait partie de l'aire d'attraction d'Orléans, dont elle est une commune de la couronne,. Cette aire, qui regroupe 136 communes, est catégorisée dans les aires de 200 000 à moins de 700 000 habitants,.

## Histoire

### Avant le XVIIIe siècle
Jusqu'au début du XIXe siècle Lamotte-Beuvron s'appelle La Motte-sur-Beuvron. Ce nom rappelle son origine : une motte féodale établie près de la rivière Beuvron (étymologie de Beuvron : « rivière des castors », du mot celtique beber signifiant castor). 
Un château féodal (dont couronnait cette butte artificielle. Un château dont rien ne subsiste plusieurs siècles après. Jusqu'au XVIIIe siècle, Lamotte-Beuvron ne fut qu'un hameau de Vouzon, dont le bourg est situé à cinq kilomètres. À l'initiative de ses seigneurs — c'est-à-dire ceux de Vouzon ; voir plus bas le paragraphe sur le Patrimoine > château de Lamotte-Beuvron — notamment l'évêque Anne de Lévis de Ventadour († 1662) vers 1660, et surtout Jacques Henri de Durfort, le maréchal de Duras, et son épouse Marguerite-Félice de Lévis (sœur du duc Louis-Charles et nièce de l'archevêque Anne qu'on vient d'évoquer ; fin du XVIIe siècle), ce hameau devient d'abord « succursale » de Vouzon en 1692, puis paroisse autonome en 1703, mais cette indépendance ne vaut que pour les affaires religieuses. Par ailleurs, notamment en matière administrative et fiscale, Vouzon et Lamotte constituent une communauté d'habitants unique, celle de Vouzon-Lamotte. Au début de la Révolution, des divergences d'intérêts (principalement fiscaux, longtemps contenus) apparaissent au grand jour. Le 15 février 1790, Lamotte se sépare unilatéralement de Vouzon et élit comme maire Laurent Leroy. Cet état de fait n'est reconnu officiellement que le 20 janvier 1792, par une décision du Conseil général du département qui lui donne le statut de commune.

### XVIIIe siècle
Le développement de Lamotte-Beuvron est lié à l'abandon progressif au cours de la seconde moitié du XVIIIe siècle de la route d'Orléans à Bourges par Ménestreau-en-Villette, Vouzon et Pierrefitte-sur-Sauldre au profit de la route royale de Paris à Toulouse (l'actuelle RN 20). La mise en service de la ligne de chemin de fer Les Aubrais - Vierzon en 1847 (qui prolonge celle reliant Paris à Orléans fonctionnant depuis 1843) accentue l'avantage de Lamotte par rapport à Vouzon.

### XIXe siècle
Sous le Second Empire, Lamotte-Beuvron doit beaucoup à l'intérêt personnel que l'empereur Napoléon III porte à la localité dont il a acquis le château en 1852. L'empereur y fit construire plusieurs bâtiments dont la mairie actuelle, l'église, ainsi que le canal de la Sauldre reliant la ville à Blancafort.

### XXe siècle
Le 29 janvier 1939 et le 8 février, plus de 3 100 réfugiés espagnols fuyant l'effondrement de la république espagnole devant Franco, arrivent en Loir-et-Cher. Devant l'insuffisance des structures d'accueil (les haras de Selles-sur-Cher sont notamment utilisés), 47 villages sont mis à contribution, dont Lamotte-Beuvron. Les réfugiés, essentiellement des femmes et des enfants, sont soumis à une quarantaine stricte, vaccinés, le courrier est limité, le ravitaillement, s'il est peu varié et cuisiné à la française, est cependant assuré. Au printemps et à l'été, ces réfugiés sont regroupés à Bois-Brûlé (commune de Boisseau).

## Politique et administration

### Histoire administrative
À la fin de l'Ancien Régime, Lamotte-Beuvron appartenait à la généralité, à l'élection, à la subdélégation et au grenier à sel d'Orléans. Elle dépendait du bailliage d'Orléans, et on y suivait la coutume de cette même ville. Sur le plan religieux, la paroisse faisait partie du diocèse d'Orléans et de l'archidiaconé de Sully-sur-Loire.
L'arrêté du 3 brumaire an XI (5 octobre 1802) érige Lamotte-Beuvron en chef-lieu de canton en remplacement de Chaumont-sur-Tharonne.

### Liste des maires
| Période                                  | Période        | Identité               | Étiquette         | Qualité                                                                                |
| ---------------------------------------- | -------------- | ---------------------- | ----------------- | -------------------------------------------------------------------------------------- |
| septembre 1944                           | mai 1945       | Georges Xemard         |                   | Médecin                                                                                |
| mai 1945                                 | octobre 1947   | Lucien Trimoulet       |                   |                                                                                        |
| novembre 1947                            | mars 1965      | Georges Simon          |                   |                                                                                        |
| avril 1965                               | mars 1977      | Alfred Compagnon       |                   |                                                                                        |
| mars 1977                                | septembre 1982 | Philippe Mounier       |                   | Avocat                                                                                 |
| septembre 1982                           | mars 2001      | Patrice Martin-Lalande | RPR               | Cadre administratif Député (1993-2017) Conseiller général (1979-2015)                  |
| mars 2001                                | mars 2008      | Robert Sèvres          | RPR puis UMP      |                                                                                        |
| mars 2008                                | mars 2014      | Alain Beignet          | PS                | Ingénieur écologue Conseiller régional (1998-2015)                                     |
| mars 2014                                | En cours       | Pascal Bioulac,        | DVD puis Horizons | Cadre administratif et commercial d'entreprise, Président de la Communauté de communes |
| Les données manquantes sont à compléter. |                |                        |                   |                                                                                        |

## Population et société

### Démographie

#### Évolution démographique
L'évolution du nombre d'habitants est connue à travers les recensements de la population effectués dans la commune depuis 1793. Pour les communes de moins de 10 000 habitants, une enquête de recensement portant sur toute la population est réalisée tous les cinq ans, les populations de référence des années intermédiaires étant quant à elles estimées par interpolation ou extrapolation. Pour la commune, le premier recensement exhaustif entrant dans le cadre du nouveau dispositif a été réalisé en 2006.

En 2022, la commune comptait 4 519 habitants, en évolution de −4,52 % par rapport à 2016 (Loir-et-Cher : −1,15 %, France hors Mayotte : +2,11 %).
| 1793 | 1800 | 1806 | 1821 | 1831 | 1836 | 1841 | 1846 | 1851 |
| ---- | ---- | ---- | ---- | ---- | ---- | ---- | ---- | ---- |
| 346  | 391  | 371  | 486  | 547  | 616  | 635  | 769  | 812  |

| 1856  | 1861  | 1866  | 1872  | 1876  | 1881  | 1886  | 1891  | 1896  |
| ----- | ----- | ----- | ----- | ----- | ----- | ----- | ----- | ----- |
| 1 002 | 1 312 | 1 676 | 1 680 | 1 906 | 2 002 | 2 030 | 2 202 | 2 254 |

| 1901  | 1906  | 1911  | 1921  | 1926  | 1931  | 1936  | 1946  | 1954  |
| ----- | ----- | ----- | ----- | ----- | ----- | ----- | ----- | ----- |
| 2 285 | 2 333 | 2 702 | 2 455 | 2 626 | 2 671 | 2 876 | 3 421 | 3 321 |

| 1962  | 1968  | 1975  | 1982  | 1990  | 1999  | 2006  | 2011  | 2016  |
| ----- | ----- | ----- | ----- | ----- | ----- | ----- | ----- | ----- |
| 3 703 | 4 073 | 4 475 | 4 345 | 4 247 | 4 251 | 4 529 | 4 783 | 4 733 |

| 2021  | 2022  | - | - | - | - | - | - | - |
| ----- | ----- | - | - | - | - | - | - | - |
| 4 565 | 4 519 | - | - | - | - | - | - | - |

#### Pyramide des âges
La population de la commune est relativement âgée.
En 2018, le taux de personnes d'un âge inférieur à 30 ans s'élève à 29,0 %, soit en dessous de la moyenne départementale (31,3 %). À l'inverse, le taux de personnes d'âge supérieur à 60 ans est de 34,8 % la même année, alors qu'il est de 31,6 % au niveau départemental.
En 2018, la commune comptait 2 194 hommes pour 2 494 femmes, soit un taux de 53,2 % de femmes, légèrement supérieur au taux départemental (51,45 %).
Les pyramides des âges de la commune et du département s'établissent comme suit.
| Hommes | Classe d’âge | Femmes |
| ------ | ------------ | ------ |
| 1,6    | 90 ou +      | 3,2    |
| 10,7   | 75-89 ans    | 15,5   |
| 19,4   | 60-74 ans    | 19,0   |
| 20,5   | 45-59 ans    | 18,0   |
| 17,5   | 30-44 ans    | 16,7   |
| 13,9   | 15-29 ans    | 12,3   |
| 16,4   | 0-14 ans     | 15,4   |

| Hommes | Classe d’âge | Femmes |
| ------ | ------------ | ------ |
| 1,1    | 90 ou +      | 2,6    |
| 9,2    | 75-89 ans    | 11,9   |
| 19,7   | 60-74 ans    | 20,4   |
| 20,7   | 45-59 ans    | 20     |
| 16,5   | 30-44 ans    | 16,2   |
| 15,2   | 15-29 ans    | 13,2   |
| 17,6   | 0-14 ans     | 15,7   |

### Enseignement
Lamotte Beuvron est située dans l'académie d'Orléans-Tours. La commune dispose d'une école maternelle publique, l’école Émile-Morin ; d'une école élémentaire publique, l'école Charles-Péguy et d'une école privée, l'école Saint-Jean-Bosco.
La commune dispose d'un collège, le collège Jean-Rostand, géré par le département.

## Économie
- Au nord de la ville se situe le site de production de l'entreprise Philips, spécialisée dans les luminaires professionnels, un des plus gros employeurs de la commune.
- Au sud de la ville se situe le parc d'activité de Sologne qui regroupe les principales entreprises de la commune.

Principales entreprises de la commune par ordre décroissant d'effectifs
- Institut médical de Sologne : 160
- Fédération française d'équitation : 145
- Festins de Sologne : 47
- Carrefour Market : 47
- Intermarché : 42
- Danube International : 42
- Usi'plast Sologne[28] : 34
- Synergie Plv : 25
- Bregent : 40
- Coffrélite : 30

## Culture locale et patrimoine

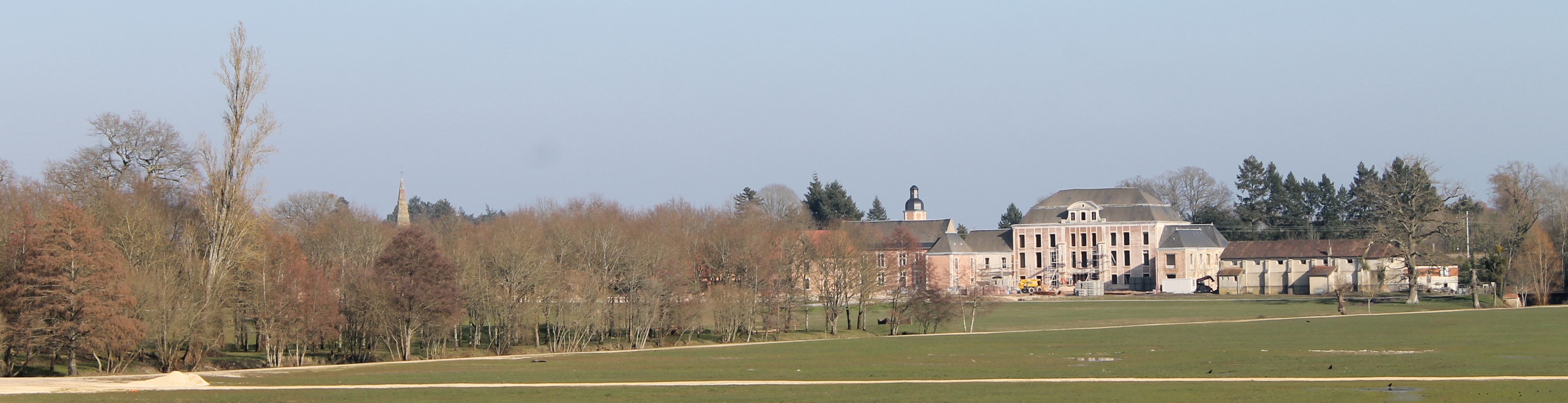
L'église, le château et le parc équestre fédéral.

### Patrimoine architectural et urbain

#### Le château et le domaine de Saint-Maurice
On ne sait rien[évasif] du château primitif construit sur la motte féodale. La forteresse médiévale lui ayant succédé est remaniée au XIVe siècle, et relevait des seigneurs de Vouzon, dont dépendait Lamotte (La Motte, La Mothe sur le Beuvron), jusqu'aux de Laage de Meux. Elle est rasée au XVIIe siècle, quand son propriétaire l'archevêque de Bourges Anne de Lévis de Ventadour décide de faire construire un château de plaisance à son emplacement.

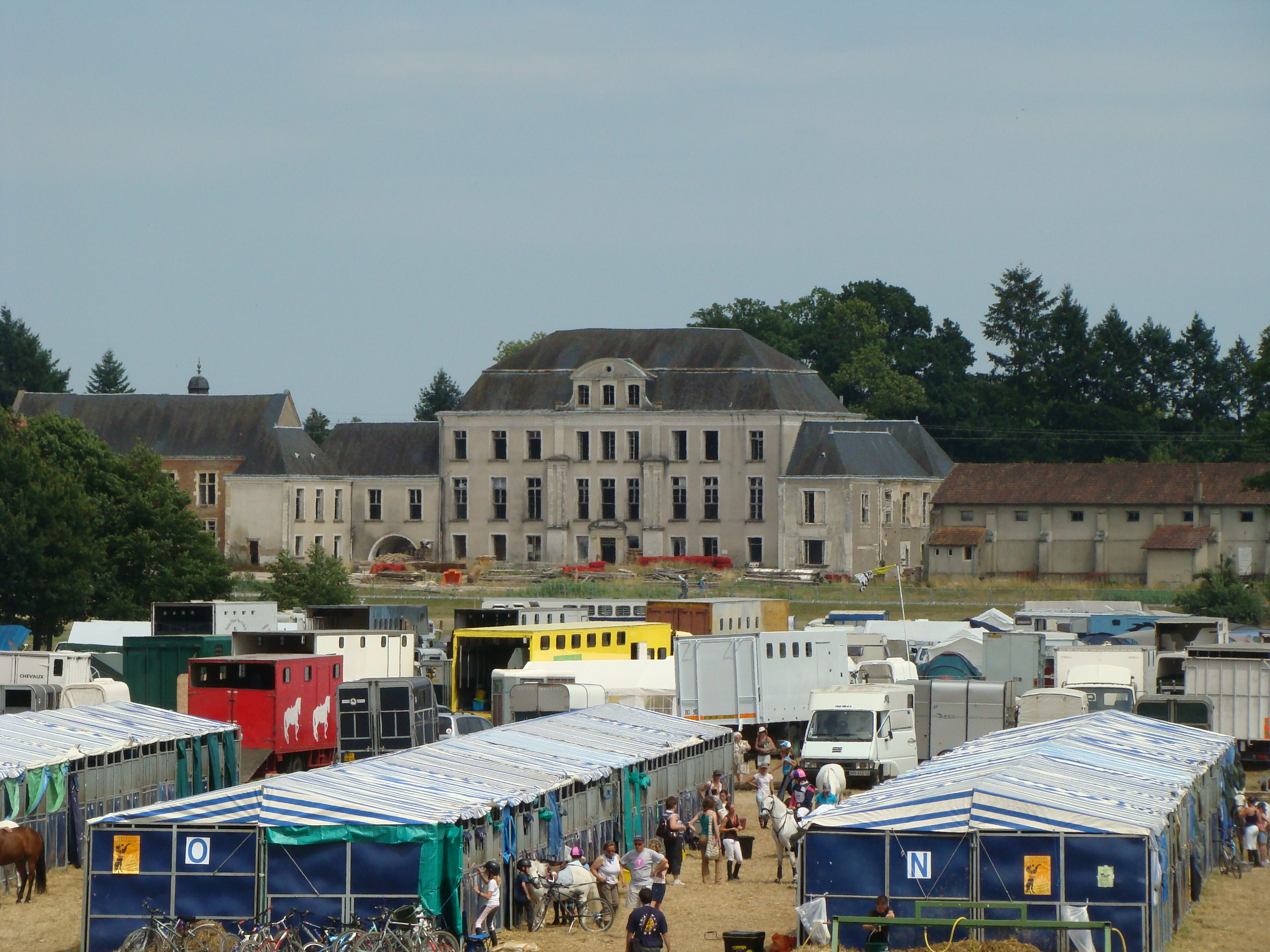
Le château et le domaine de Saint-Maurice.

Dans son état actuel, le château de Lamotte-Beuvron  se compose de trois éléments :
- au centre, une partie construite en 1567 par le seigneur du lieu, Gilbert III de Lévis, duc de Ventadour († 1591 ; Gilbert tenait Lamotte et Vouzon de sa mère Suzanne de Laire, femme de Gilbert II de Lévis-Ventadour, issue de la même famille que Guillaume) ;
- à gauche, une partie construite au milieu du XVIIe siècle par Anne de Lévis de Ventadour († 1662), qui possédait la seigneurie de Vouzon-Lamotte par héritage familial en tant que petit-fils de Gilbert III, et non en raison de son titre d'archevêque de Bourges ;
- à droite, une partie construite sous le Second Empire, époque où le domaine appartient à Napoléon III, d'abord à titre personnel, puis comme dotation de la couronne.

Napoléon III veut faire de ce domaine un exemple pour la Sologne sur le plan agricole. Des « fermes modèles » y sont établies et de grandes manifestations agricoles (expositions, démonstrations de matériel moderne) s'y déroulent, notamment en 1858 et 1864.
Après la chute de l'Empire, le domaine de Lamotte-Beuvron est dévolu au ministère de la Justice, qui y fait établir en 1872 un centre de rééducation pour jeunes délinquants sous la forme d'une colonie pénitentiaire agricole, appelé « domaine de Saint-Maurice » par son premier directeur, un ecclésiastique. Sous des appellations diverses (la dernière étant celle d'« internat professionnel d'éducation surveillée »), ce centre fonctionnera jusqu'en 1993.
En 1993, devant la forte progression de ses licenciés, le Poney Club de France cherche un site pour y établir fixement les championnats de France, alors organisés chaque année dans des sites éphémères. Le site de Saint-Maurice, appartenant en partie au ministère de l'Agriculture, présente les qualités requises pour accueillir cette manifestation (place disponible, facilité d'accès via l'A71, placé au centre de la France…), qui s'y déroule (entre autres manifestations) chaque année depuis 1994. Après plusieurs années d'un franc succès, le site devient le parc équestre fédéral de la Fédération française d'équitation.
La ville de Lamotte-Beuvron dispose alors d'une des infrastructures d'équitation les plus évoluées de France : manèges de 4 000 m2, des carrières de saut d'obstacles, un spring-garden, un cross national, cinq rectangles de dressage, des terrains de horse-ball et de polo, un rond d’Havrincourt, plus de 500 boxes permanents, trois parkings, un restaurant de 300 personnes, des salles polyvalentes de réunion, des locaux techniques équipés, un bâtiment administratif de 2 200 m2, des hébergements, quatre blocs sanitaires, une sonorisation générale permanente.
La Fédération française d'équitation y transfère son siège social en 2008 à la suite de la modification de ses statuts. Elle est installée à l'emplacement des anciens bâtiments du centre pénitentiaire juvénile, en ruines depuis de nombreuses années et restauré pour l'occasion. Le château en cours de restauration accueillera un musée.

#### L'église

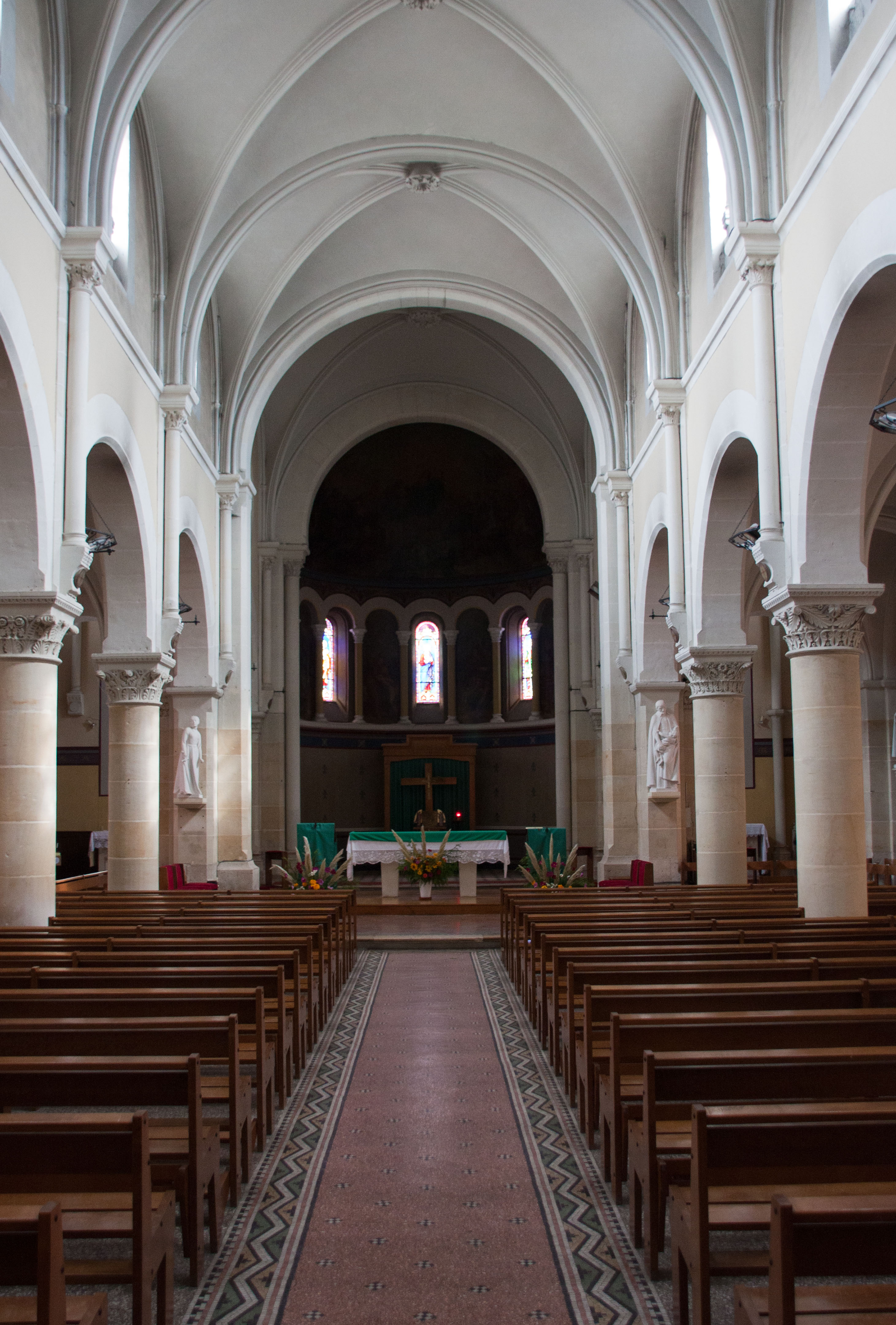
La nef.

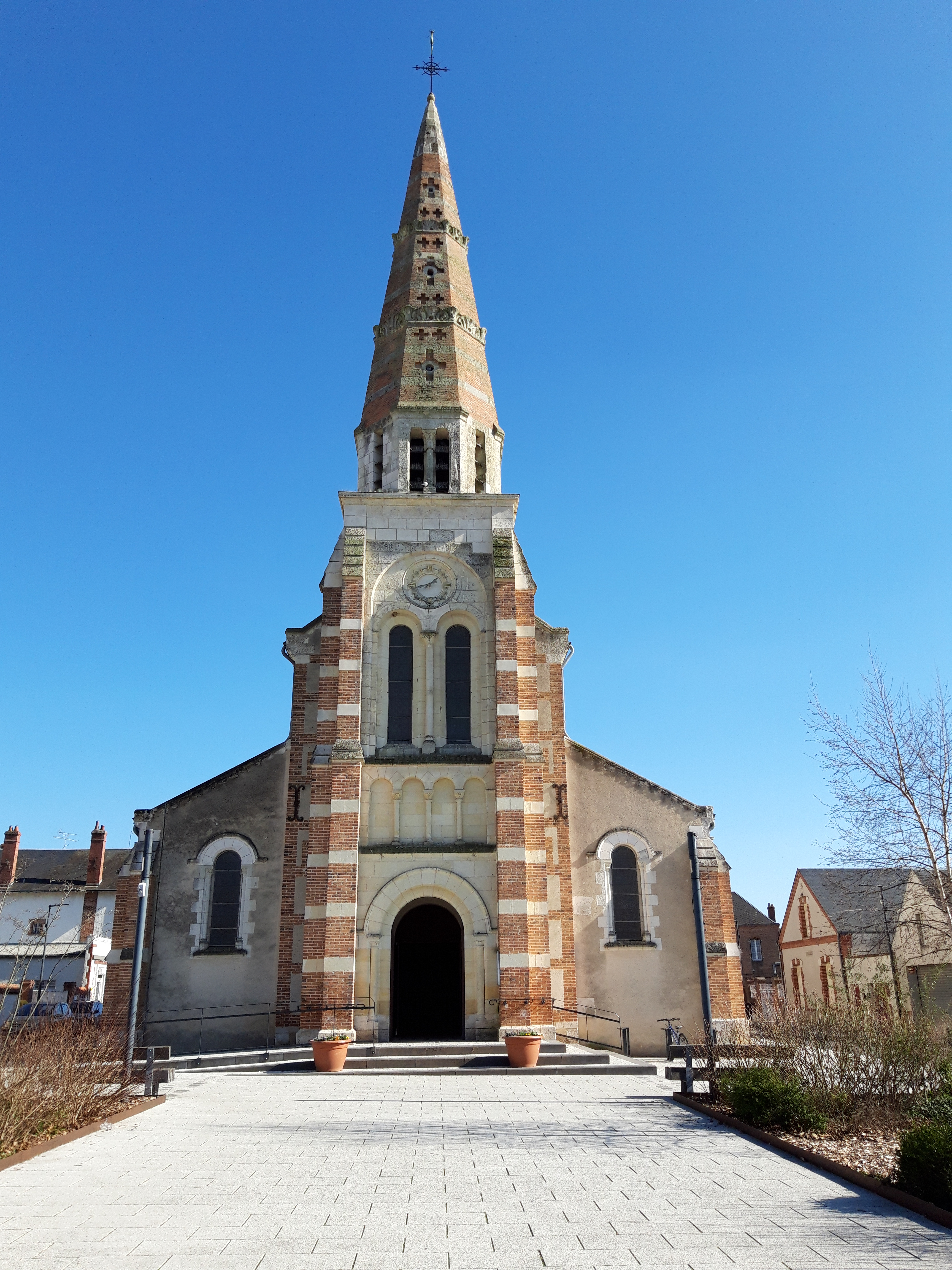
Le porche et le clocher.

L'église Sainte-Anne, édifiée en 1859, est inscrite au titre des monuments historiques depuis 1986.

#### La mairie

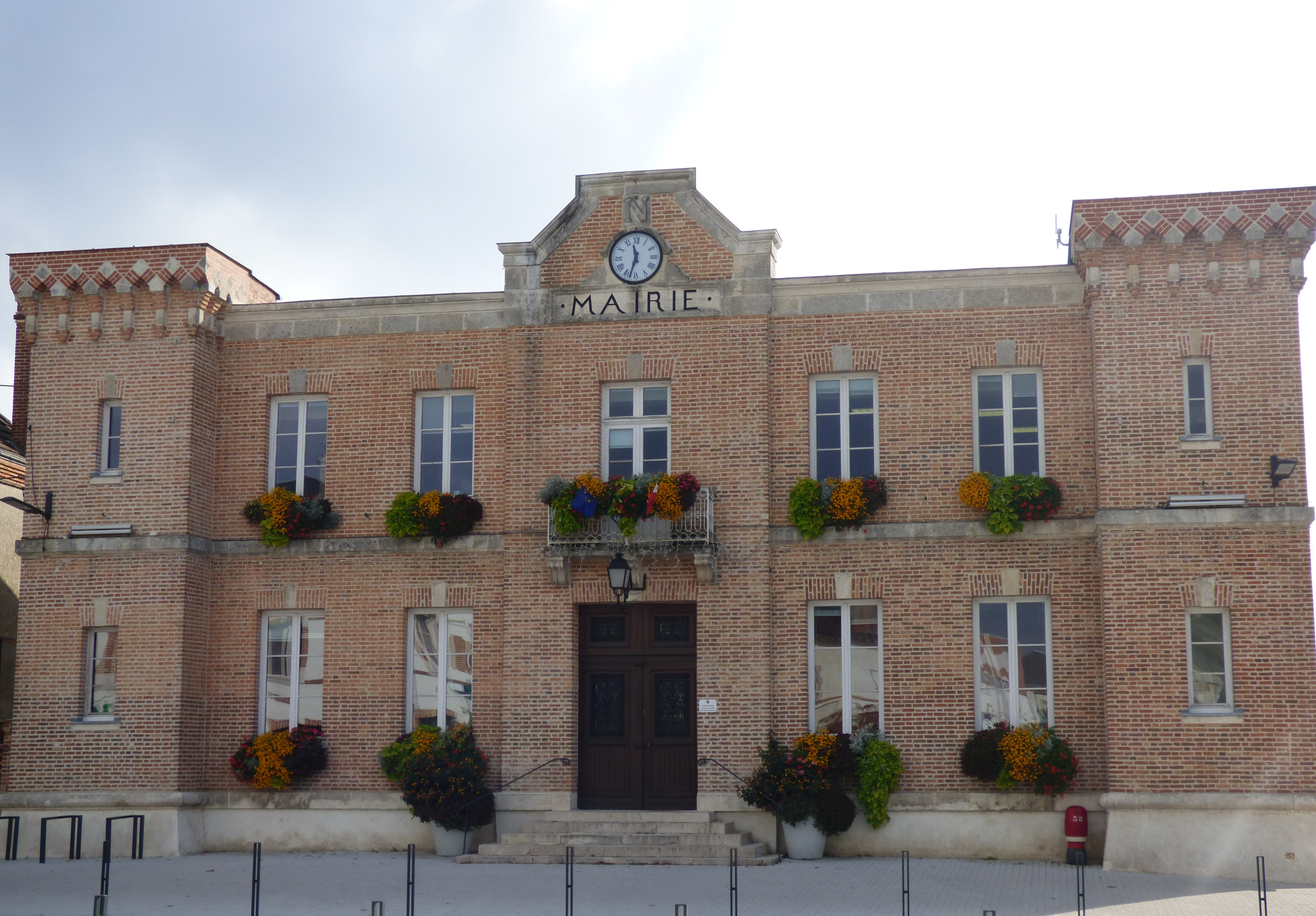
L'hôtel de ville.

Construite de 1860 à 1862[réf. nécessaire], la mairie présente une façade évoquant celle d'un château-médiéval. Sa construction fut largement financée, comme l'église, par une forte participation personnelle de Napoléon III[réf. nécessaire]. Les plans primitifs prévoyaient la réalisation d'un ensemble administratif complet comprenant mairie, salle de justice de paix et école, mais la chute du Second Empire en septembre 1870, en mettant fin à la générosité impériale, fit abandonner ce projet ambitieux qui se limita à la construction de la seule mairie[réf. nécessaire].

#### Le pavillon du Comité central agricole de la Sologne

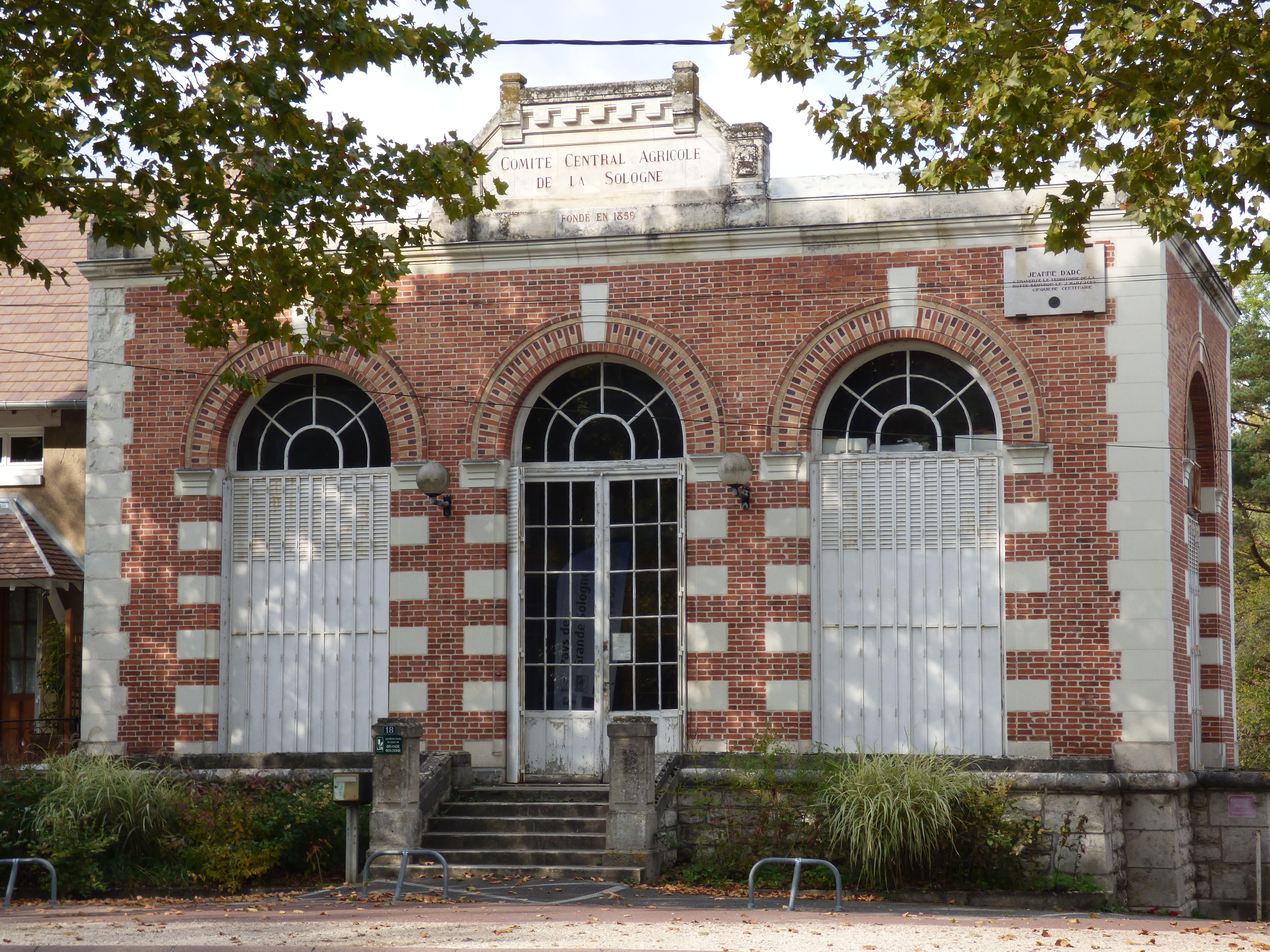
Pavillon du Comité.

Le Comité central agricole de la Sologne a été créé par le ministre de l'Agriculture en 1859[réf. nécessaire]. C'est alors un organisme semi-public, né de l'initiative d'un certain nombre de grands propriétaires fonciers appartenant aux comices agricoles des trois départements possédant une partie de la Sologne (Loiret, Loir-et-Cher, Cher)[réf. nécessaire]. Ces notables veulent alors coordonner les efforts en faveur de la « rénovation » de la région et en défendre les intérêts face aux pouvoirs publics. Les propriétaires et fonctionnaires qui le constituent se réunissent d'abord au château impérial de Lamotte-Beuvron.
Ayant perdu toute reconnaissance officielle au début de la Troisième République, le Comité central agricole fait construire en 1908 un bâtiment où il peut se réunir et conserver ses archives[réf. nécessaire]. Ce pavillon est établi face au bassin du canal de la Sauldre, point d'aboutissement d'un ouvrage de 47 kilomètres.

#### Voies

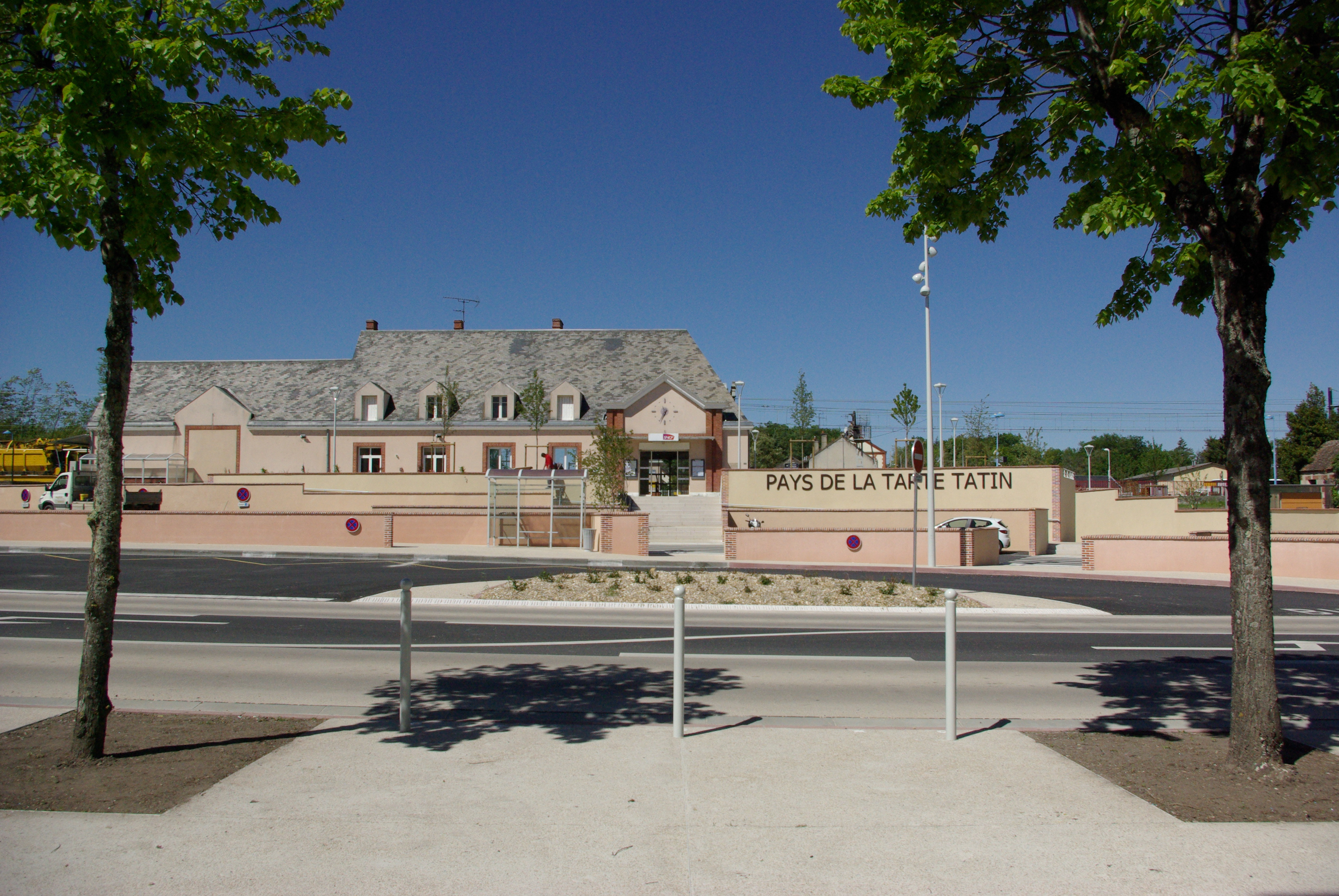
Gare de Lamotte-Beuvron.

| 143 odonymes recensés à Lamotte-Beuvron au 22 février 2014  | 143 odonymes recensés à Lamotte-Beuvron au 22 février 2014 | 143 odonymes recensés à Lamotte-Beuvron au 22 février 2014 | 143 odonymes recensés à Lamotte-Beuvron au 22 février 2014 | 143 odonymes recensés à Lamotte-Beuvron au 22 février 2014 | 143 odonymes recensés à Lamotte-Beuvron au 22 février 2014 | 143 odonymes recensés à Lamotte-Beuvron au 22 février 2014 | 143 odonymes recensés à Lamotte-Beuvron au 22 février 2014 | 143 odonymes recensés à Lamotte-Beuvron au 22 février 2014 | 143 odonymes recensés à Lamotte-Beuvron au 22 février 2014 | 143 odonymes recensés à Lamotte-Beuvron au 22 février 2014 | 143 odonymes recensés à Lamotte-Beuvron au 22 février 2014 | 143 odonymes recensés à Lamotte-Beuvron au 22 février 2014 | 143 odonymes recensés à Lamotte-Beuvron au 22 février 2014 | 143 odonymes recensés à Lamotte-Beuvron au 22 février 2014 | 143 odonymes recensés à Lamotte-Beuvron au 22 février 2014 |
| Allée                                                       | Avenue                                                     | Bld                                                        | Chemin                                                     | Cour                                                       | Impasse                                                    | Montée                                                     | Passage                                                    | Place                                                      | Pont                                                       | Route                                                      | Rue                                                        | Ruelle                                                     | Venelle                                                    | Autres                                                     | Total                                                      |
| ----------------------------------------------------------- | ---------------------------------------------------------- | ---------------------------------------------------------- | ---------------------------------------------------------- | ---------------------------------------------------------- | ---------------------------------------------------------- | ---------------------------------------------------------- | ---------------------------------------------------------- | ---------------------------------------------------------- | ---------------------------------------------------------- | ---------------------------------------------------------- | ---------------------------------------------------------- | ---------------------------------------------------------- | ---------------------------------------------------------- | ---------------------------------------------------------- | ---------------------------------------------------------- |
| 7                                                           | 8                                                          | 0                                                          | 5                                                          | 1                                                          | 14                                                         | 0                                                          | 0                                                          | 4                                                          | 0                                                          | 4                                                          | 77                                                         | 0                                                          | 0                                                          | 24                                                         | 143                                                        |
| Notes « N »                                                 | Notes « N »                                                | 1. 2. 3. 4. 5.                                             | 1. 2. 3. 4. 5.                                             | 1. 2. 3. 4. 5.                                             | 1. 2. 3. 4. 5.                                             | 1. 2. 3. 4. 5.                                             | 1. 2. 3. 4. 5.                                             | 1. 2. 3. 4. 5.                                             | 1. 2. 3. 4. 5.                                             | 1. 2. 3. 4. 5.                                             | 1. 2. 3. 4. 5.                                             | 1. 2. 3. 4. 5.                                             | 1. 2. 3. 4. 5.                                             | 1. 2. 3. 4. 5.                                             | 1. 2. 3. 4. 5.                                             |
| Sources : rue-ville.info & perche-gouet.net & OpenStreetMap |                                                            |                                                            |                                                            |                                                            |                                                            |                                                            |                                                            |                                                            |                                                            |                                                            |                                                            |                                                            |                                                            |                                                            |                                                            |

### Personnalités liées à la commune
- Tadeusz Mostowski (1766-1842) : ministre polonais qui a acquis en 1806 le château de Lamotte-Beuvron. Il y crée et exploite une sucrerie[31].
- Sous le Second Empire et plus encore sous la Troisième République, Lamotte-Beuvron, bien reliée par chemin de fer à Paris, devient la « capitale de la chasse » solognote fréquentée par hommes d'affaires et hommes politiques. Face à la gare, l'hôtel Tatin est alors un relais gastronomique réputé. C'est là que, dans les dernières années du XIXe siècle, les restauratrices, les sœurs Tatin (Stéphanie, dite « Fanny », 1838-1917, et Caroline, 1847-1911) inventent — par hasard dit-on — la célèbre tarte Tatin.

Ce dessert est révélé aux gastronomes par le plus célèbre d'entre eux, Curnonsky, surnommé « le prince des gastronomes » qui en fait l'éloge en 1926 dans le volume de La France gastronomique consacré à l'Orléanais. L'hôtel des sœurs Tatin existe toujours.
- Édouard Lecouteux (1819-1893) : agriculteur et agronome français du XIXe siècle, inspirateur et membre fondateur de la Société des agriculteurs de France, dont il est un ardent promoteur toute sa vie. Il est maire de Lamotte-Beuvron de 1886 jusqu'à sa mort survenue en 1893.
- Émile Germain Masson : né le 18 avril 1869 à Lamotte-Beuvron. Maire de Dakar à partir de 1908.
- Léopold Trasbot (1838-1904) : né dans la commune, vétérinaire, directeur de l'École nationale vétérinaire d'Alfort[33].
- Émile Rousseau : artiste lyrique baryton français, né à Fleury-les-Aubrais le 31 août 1899 a vécu à Lamotte-Beuvron à partir de 1970 où il est mort le 19 mars 1979.
- Catherine Rétoré : actrice, y passait ses vacances chez ses grands-parents paternels[réf. nécessaire].
- Guy Rétoré : père de Catherine, dont les parents y résidaient[réf. nécessaire].
- Hervé Claude (né en 1945) : journaliste présentateur de journal télévisé, y a séjourné[réf. nécessaire].
- Dominique Sidaine (né en 1959): footballeur français qui évoluait au poste de gardien de but, y est né et y a passé son enfance. Il a joué la majeure partie de sa carrière en Ligue 2.

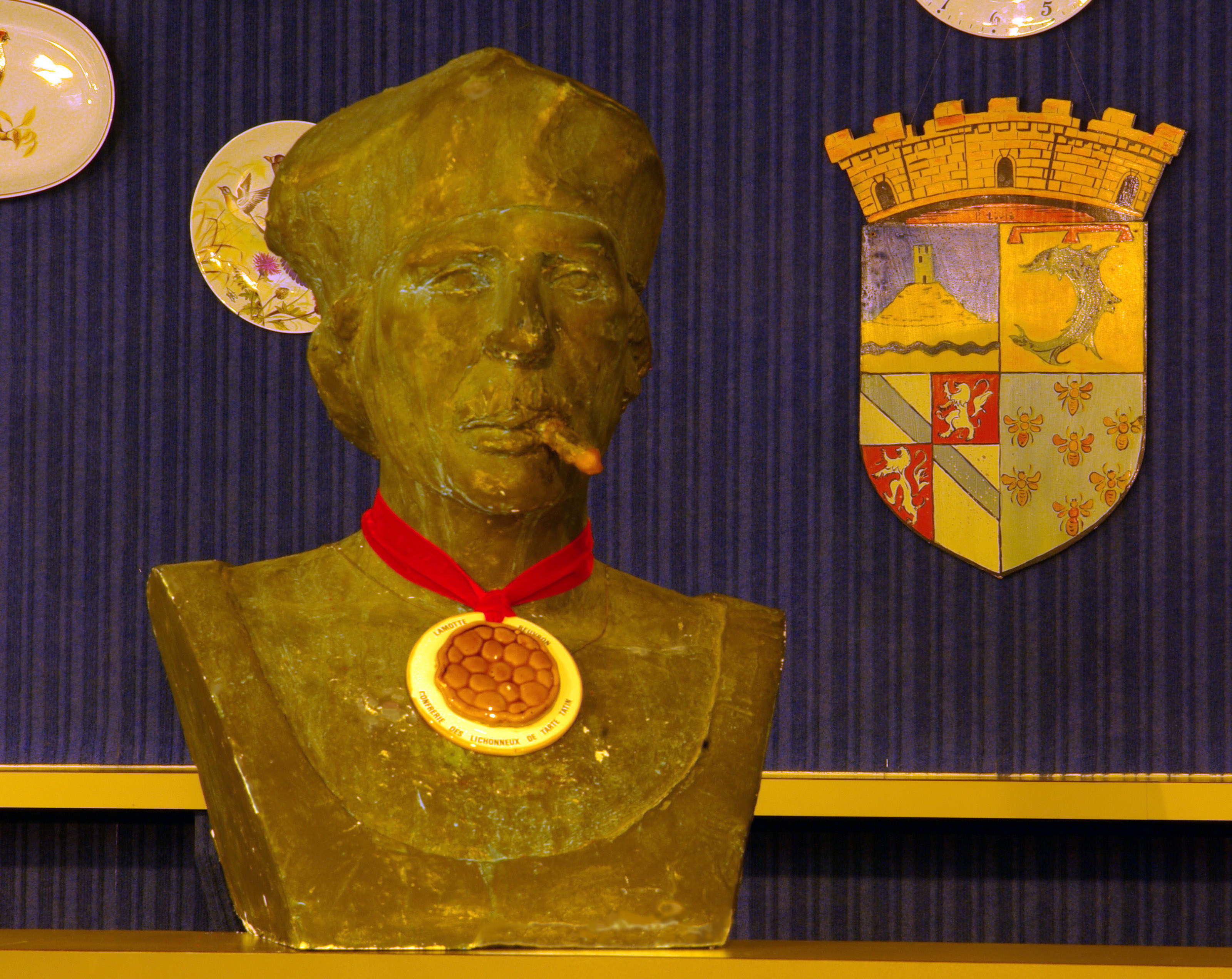
Buste d'Auguste Pignard à Lamotte-Beuvron.

- Alain Scoff (1940-2013): citoyen d'honneur de la ville qu'il a popularisée par son personnage d'Auguste Pignard dans les années 1980. Ce stéréotype du paysan, du plouc, a fait les belles heures des émissions de télévision Co-Co Boy et Le Collaro show, produites par Stéphane Collaro. Casquette vissée sur le crâne, mégot de cigarette, couperose sur le nez, il est devenu un personnage récurrent de l'émission. Il se présente toujours de la même façon : « Auguste Pignard, de la Lamotte-Beuvron » en roulant bien les « R ». Ce gimmick est devenu un « must » dans les cours de récréation quand on veut se moquer des gens de la campagne. Le succès est énorme, les habitants de Lamotte-Beuvron prenant la chose avec humour. À tel point qu'un buste d'Auguste Pignard a été installé en grande pompe dans la salle des fêtes de la ville, en présence de l'équipe de Stéphane Collaro[34],[35].

### Héraldique
|  | Les armoiries de Lamotte Beuvron se blasonnent ainsi : Écartelé : au premier d'azur au mont d'or sommé d'une tour d'argent, ouverte, ajourée et maçonnée de sable, le tout posé sur une terrasse aussi d'or chargée d'une burèle ondée du champ, au deuxième d'or au dauphin d'azur surmonté d'un lambel de gueules, au troisième contre-écartelé : au I et au IV d'argent à la bande d'azur, au II et au III de gueules au lion d'argent, au quatrième d'azur aux sept abeilles volant d'or ordonnées 1, 2, 1, 2 et 1. Création Robert Louis (1949). |

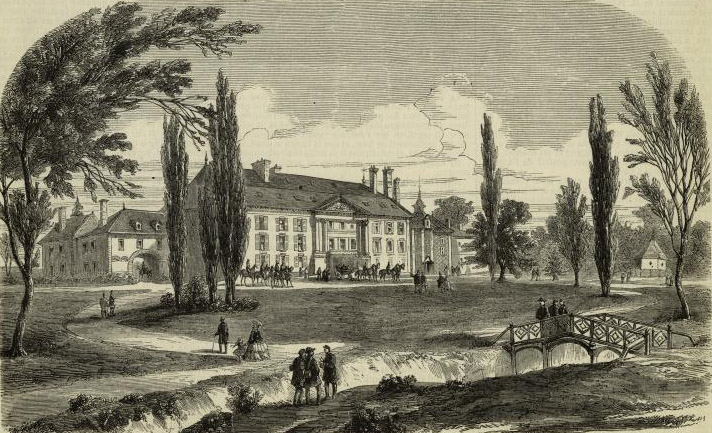

Le premier quartier symbolise la motte de terre sur laquelle était la défense primitive de la seigneurie de Vouzon. À la base, l'onde d'azur concrétise le Beuvron. Le second quartier est aux armes de Guichard 1er dauphin d'Auvergne, seigneur de Talligny et de la Ferté Chaudron, maître des arbalétriers, mort en 1403, marié vers 1365 à Isabelle de Sancerre, veuve de Pierre de Graçais, seigneur de l'Isle de Cléry, de la Ferté-Nabert et de Vouzon. Le troisième quartier est aux armes du marquis de Durfort, duc de Duras, bienfaiteur de la commune. Le quatrième quartier : les abeilles concrétisent à la fois l'activité laborieuse et les sept communes du canton. L'écu est timbré de la couronne murale des villes. Les deux branches représentent la flore régionale. La devise « Motte hier - Mont demain » exprime la confiance des habitants dans l'avenir de leur cité.

### Événements annuels
- L'élection de Miss Loir-et-Cher, en avril.
- Le Game Fair, le 3e week-end de juin.
- Le Générali Open de France, de la première à la troisième semaine de juillet.
- La foire de la Sainte-Anne, le troisième week-end de juillet.
- Le Sologn'Pony, la troisième semaine d'août.
- Le spectacle pyrotechnique Nuits de Sologne, le premier samedi de septembre.
- La foire au Pays de la tarte Tatin, le deuxième week-end de septembre.
- L'open de France de Beach Tennis fin septembre sur le site du parc équestre fédéral.
- Le festival du film « Le rendez-vous de l'homme et l'animal », le premier week-end d'octobre.